# 纳努芒阿岛
纳努芒阿岛（英語：Nanumanga，又译纳努曼加岛），是太平洋岛国图瓦卢的九个岛屿之一，位于群岛的西北部。

## 地理
纳努芒阿岛位于南纬6度18分，东经176度20分，面积约3平方公里。岛上各处气候呈均一分布，属热带气候。纳努芒阿岛地势平坦，不存在山岭与河流。岛屿四周围绕着珊瑚礁。纳努芒阿岛上有3个潟湖，面积最大者为位于岛屿北部的瓦亚托亚潟湖，其中有4个岛屿。瓦亚托亚潟湖周围是茂密的红树林，岛上其余地方为草地。

## 居民
岛上居民为图瓦卢人。有坦加和托克劳两个村落，位于岛屿西部海岸。据2002年统计，岛上总人口为589人。

## 历史
古代图瓦卢人没有文字，因此纳努芒阿岛及其他图瓦卢岛屿的确切历史无从得知。根据语言学证据，图瓦卢大约在2000年前开始有人居住。但当地传说和世系只能上溯到约300年前。

1781年，西班牙商人唐·弗朗西斯科·马乌雷烈（Don Francisco Maurelle）在航行途中，由于风向不利，被迫向南驶至汤加群岛。在北返途中，1781年5月5日他发现了纳努芒阿岛，他将其命名为科加尔岛（Isla del Cocal）。马乌雷烈未登陆该岛，而是继续向北驶去。

## 纳努芒阿洞穴
1986年，在纳努芒阿岛北侧海域，潜水员发现了当地传说中提到的一所“海底巨室”。该海底洞穴距珊瑚壁顶端约40米。洞顶及洞壁上的黑色斑块和地上变黑的珊瑚碎块表明这里曾经使用过火。该洞穴最晚的可能定居时间是8000多年前的一段低海平面期，这与太平洋群岛定居于仅6000年前的一般观点明显不符。根据气候学证据，18000年前海平面开始上涨，直至4000年前才停止。此期间大部分关于图瓦卢及其他太平洋岛屿的人类定居证据可能已被海水淹没。虽然用火的证据仍有待商榷，但关于该洞穴的那些不可磨灭的文化记忆是无法轻易否定的。